# Deborah Drever
Deborah Drever (née le 15 août 1988) est une femme politique canadienne, elle est élue à l'Assemblée législative de l'Alberta lors de l'élection provinciale de 2015. Elle représente la circonscription de Calgary-Bow en tant qu'une membre du Nouveau Parti démocratique de l'Alberta. 